# تولید برنج در بوتان

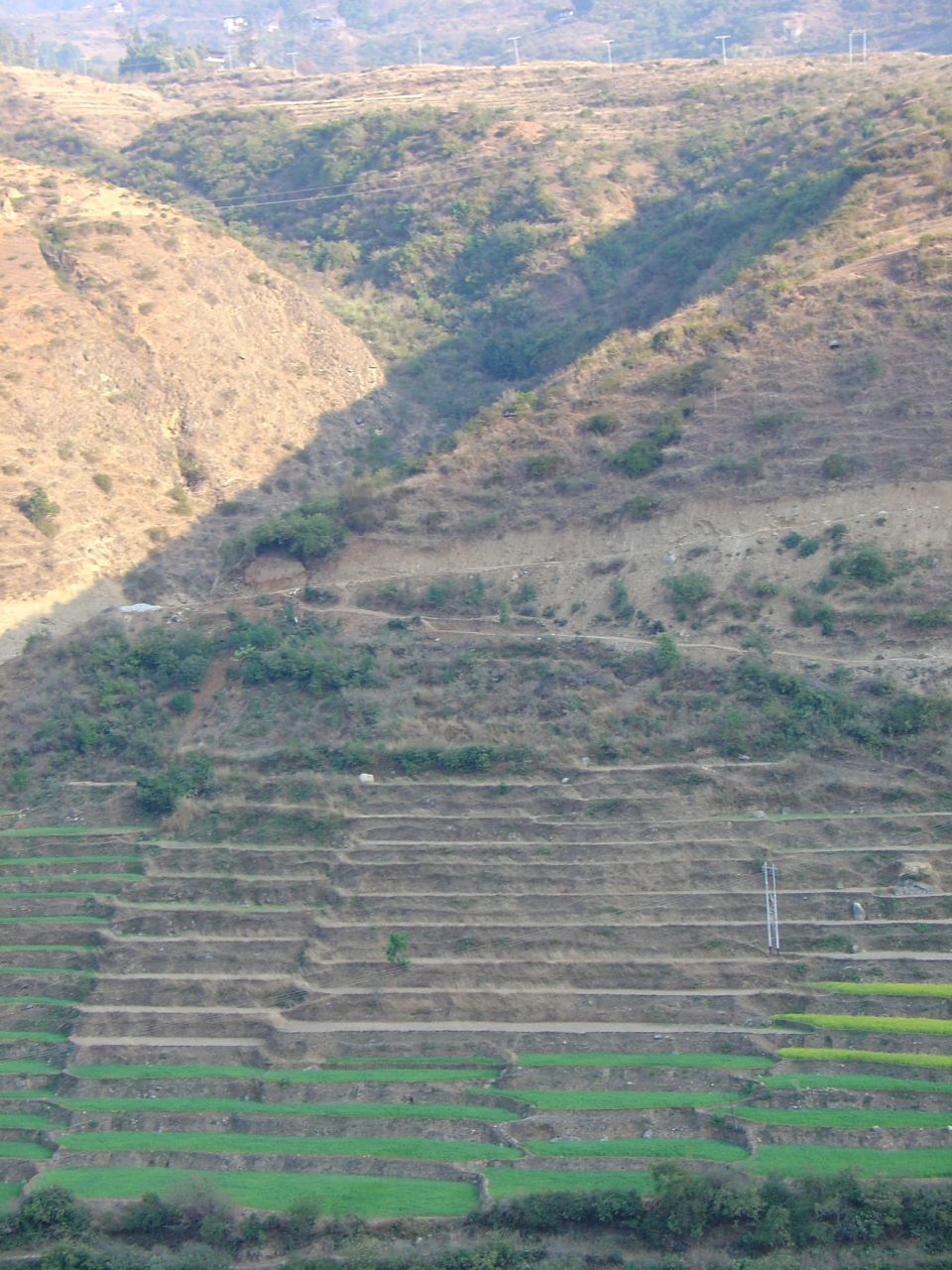
تراس‌های برنج در بوتان.

تولید برنج در بوتان نقش مهمی در تأمین مواد غذایی در بوتان بر عهده دارد. این محصول عمدتاً برای مصرف داخلی کشت می‌شود. در سال ۲۰۰۱، گزارش شد که تنها یک درصد از برنج کشت شده در بوتان به بازار عرضه می‌شود، اما یک نظرسنجی از کشاورزان نشان داد که در واقع حدود پانزده درصد از برنج کشت شده به بازار عرضه می‌شود.
در این کشور که ۷۹ درصد از جمعیت آن به کشاورزی مشغول هستند، در سال ۲۰۰۶ تولید برنج ۷۴٬۷۲۰ تن و مساحت زیر کشت آن حدود ۶۷٬۵۶۸ جریب فرنگی (۲۷۳٫۴۴ کیلومتر مربع) بود. این میزان از ۴۴٬۰۰۰ تن در سال ۲۰۰۰، افزایش چشمگیری یافته است. بر اساس ارزیابی برنامه تحقیقات برنج در بوتان، تولید برنج در این کشور بین سال‌های ۱۹۸۹ تا ۱۹۹۷، ۵۸ درصد افزایش یافته است.
مهم‌ترین مناطق کشت برنج در بوتان در سامتسه است که با ۲٬۸۸۹ هکتار، بالاترین سطح کشت برنج را در بوتان در اختیار دارد و پس از آن سرپانگ با ۲٬۸۳۹ هکتار و پوناخا با ۱٬۹۷۱ هکتار قرار دارند. بالاترین میزان تولید در پوناخا ۶٬۲۷۴ تن در سال است. مناطق دیگر شامل پارو و وانگدودودرنگ هستند که یکی از مهم‌ترین موسسات برنج کشور در باجو (Bajo) قرار دارد.
درصد قابل توجهی از زمین‌های کشاورزی برای ایجاد زیرساخت‌ها در این کشور تخریب شده‌اند. طبق گفته گانش بی. چتری، مدیر مشترک وزارت کشاورزی، «ما زمین‌های زیادی را برای اهداف توسعه زیرساختی در تیمفو و سایر نقاط از دست داده‌ایم، اما هنوز برنج تولید شده در بوتان برای ۵۰ درصد از جمعیت کافی است.»
به گفته سینگای دوکپا، معاون مدیر عامل بخش غلات شرکت صنایع غذایی بوتان، اگرچه بوتان از تولیدکنندگان قابل توجه برنج است، اما سالانه ۶٬۰۰۰ تا ۷٬۰۰۰ تن برنج وارد می‌کند. در سال ۲۰۲۰ واردات برنج به ارزش ۲٫۶۳ میلیارد نو، سومین کالای وارداتی بود.
در سال ۲۰۱۸ گزارش شد که کاهش مداوم زمین‌های زیر کشت برنج منجر به از دست رفتن بیش از ۳۱٬۳۰۰ تن محصول در دو دهه گذشته شده است. در حالی که در سال ۱۹۸۱، ۲۸٬۰۰۰ هکتار زمین زیر کشت برنج بود، این رقم در سال ۲۰۱۷ به ۲۰٬۵۴۷ هکتار کاهش یافت. این رقم به معنی مقدار برنجی است که می‌توانست نیاز تغذیه‌ای برنج یک پنجم جمعیت کشور را به مدت یک سال برآورده کند.